# Krasnaja Poljana (Sotji, Krasnodar kraj)
Krasnaja Poljana (russisk: Кра́сная Поля́на, betyder: "rød/smuk lysning"; abkhasisk: Гәбаадәы, Gwbaadwy; adygeisk: Ӏаткъуадж, ‘atquaj) er et russisk vintersportssted og bymæssig bebyggelse med 9.165 (2023) indbyggere. Bebyggelsen er administrativt underlagt Sotji kommune i Krasnodar kraj.
Krasnaja Poljana ligger 560 m.o.h. i det vestlige Kaukasus ved Mzymta-floden, 39 km fra dens udmunding i Sortehavet. Bebyggelsen er hjemsted for Roza Khutor alpine skianlæg. Liftanlæggene går op i 2.320 meters højde, og har en højdeforskel på op til 1.760 meter.
Krasnaja Poljana, ca. 50 kilometers fra Sotji, fungerede som værtsby for de udendørs konkurrencer ved vinter-OL 2014 og de paralympiske vinterlege samme år.

## Idrætsanlæg ved vinter-OL 2014
En række idrætsanlæg i og omkring Krasnaja Poljana benyttedes under vinter-OL 2014:
- Sanki Sliding Center; kælk, bobslæde og skeleton (i Rzjanaja Poljana)
- Skiskydnings- og Skiløbscentret Laura; skiskydning, langrend og nordisk kombineret
- Rosa Chutor Alpine Resort; alpine discipliner
- Roza Khutor Ekstrempark; freestyle og snowboarding
- RusSki Gorki Jumping Center; skihop og nordisk kombineret